# Abedalá ibne Almutaz
Abedalá ou Abedulá ibne Almutaz (em árabe: عبد الله بن المعتز; romaniz.: ʿAbd Allāh ibn al-Muʿtazz) (861 em Samarra – 908 em Bagdá) era irmão do califa abássida Almoctafi e foi persuadido a assumir o califado após a morte dele. Ele conseguiu reinar pelo tempo total de um dia e uma noite antes de ser forçado a fugir, ser capturado e por fim estrangulado numa intriga palaciana que acabou colocando Almoctadir, de apenas treze anos, no trono.

## História
ibne Almutaz é melhor conhecido não como um político, mas como um dos principais poetas árabes e o autor do Kitab al-Badi, um dos primeiros estudos sobre a poesia árabe. Esta obra é também considerada como sendo uma das primeiras obras em árabe sobre teoria e crítica literária.
Nascido em berço de ouro e tataraneto de Harune Arraxide, Abedalá teve uma infância trágica em meio às inúmeras intrigas na corte do Califado Abássida. Seu avô, o califa Mutavaquil, foi assassinado quando ele tinha apenas seis anos de idade e, oito anos depois, seu pai, o califa Almutaz também foi morto. O garoto foi poupado da purga que se seguiu ao fugir para Meca com sua avó.
Ao retornar a Bagdá logo depois, ele se distanciou da política e viveu uma vida hedonista de um jovem príncipe. Foi durante esta época que ele compôs suas poesias e se devotou aos prazeres com os quais ele demonstrou grande familiaridade. Seu Kitab al-Badi, que também foi composto nesta época, foi a base para os futuros estudos da poesia pelos estudiosos árabes.
Apesar de sua relutância, Abedalá foi persuadido a assumir o califado. Esperava-se que ele conseguiria por fim às intrigas que grassavam a dinastia por décadas. O vizir, porém, preferia outro descendente de Almutaz para assumir o trono. Profeticamente, Abedalá escreveu:
Uma noite maravilhosa, mas tão curta

Eu a criei e, então, a estrangulei.